# Piper rhodocarpum
Piper rhodocarpum är en pepparväxtart som beskrevs av William Trelease. Piper rhodocarpum ingår i släktet Piper och familjen pepparväxter. Inga underarter finns listade i Catalogue of Life.